# Иран на летних Олимпийских играх 1948
Иран впервые участвовал в летних Олимпийских играх 1948 года в Лондоне. Несмотря на то, что на Олимпийских играх 1900 года соревновался иранский спортсмен (фехтовальщик Феридун Мальком-хан), МОК официально не признаёт участие Ирана в этих играх, так как Олимпийский комитет страны был создан лишь в 1947 году.
На Олимпиаде в Лондоне Иран был представлен 36 спортсменами в 5 видах спорта. Единственную для страны медаль — «бронзу» — завоевал тяжелоатлет Джафар Салмаси.

## Медали
| Бронза |                |                                      |           |
| №      | Спортсмены     | Вид спорта (дисциплина)              | Дата      |
| 1      | Джафар Салмаси | Тяжёлая атлетика (до 60 кг, мужчины) | 9 августа |

| Вид спорта       | 1 | 2 | 3 | Всего |
| Тяжёлая атлетика | 0 | 0 | 1 | 1     |
| Всего            | 0 | 0 | 1 | 1     |

| Медали по датам | Медали по датам | Медали по датам | Медали по датам | Медали по датам | Медали по датам |
| --------------- | --------------- | --------------- | --------------- | --------------- | --------------- |
| Дата            | 1               | 2               | 3               | Всего           |                 |
| 9 августа       | 0               | 0               | 1               | 1               |                 |
| Всего           | 0               | 0               | 1               | 1               |                 |

| Медали по полу | Медали по полу | Медали по полу | Медали по полу | Медали по полу |
| -------------- | -------------- | -------------- | -------------- | -------------- |
| Пол            | 1              | 2              | 3              | Всего          |
| Мужчины        | 0              | 0              | 1              | 1              |
| Всего          | 0              | 0              | 1              | 1              |

## Состав команды
Баскетбол
1. Казем Аштари[перс.]
2. Хоссейн Джаббарзадеган[перс.]
3. Хоссейн Карандиш[перс.]
4. Фарханг Мохтади[перс.]
5. Хушанг Рафатджа[перс.]
6. Ферейдун Садеги[перс.]
7. Абольфазл Салаби
8. Хоссейн Саудипур[перс.]
9. Хоссейн Соруди[перс.]
10. Хоссейн Хашеми[перс.]
11. Зиаддин Шадеман[перс.]
12. Ферейдун Эсфендиари
13. Асгар Эхсаси[перс.]

 Бокс
1. Майк Агасси
2. Мохаммад Джамшидабади[перс.]
3. Джордж Иссабег[перс.]
4. Гасем Расаэли[перс.]
5. Масуд Рахимиха[перс.]
6. Хоссейн Туси[перс.]
7. Джамшид Фани[перс.]
8. Эскандар Шора[перс.]

 Борьба
Вольная борьба
1. Али Гаффари[перс.]
2. Аббас Занди
3. Мансур Миргавами[перс.]
4. Мансур Раиси[перс.]
5. Хассан Саадиан[перс.]
6. Аболгасем Сахдари[перс.]
7. Аббас Харири[перс.]

 Стрельба
1. Самах Моллазал[перс.]
2. Махмуд Сахайе[перс.]
3. Фарханг Хосропанах[перс.]

 Тяжёлая атлетика
1. Асадоллах Махини[перс.]
2. Нассер Миргавами[перс.]
3. Махмуд Намджу
4. Расул Раэйси
5. Джафар Салмаси

## Результаты

### Баскетбол
Мужчины
| Состав | Групповой этап   | Групповой этап | Матч за 9—16 места | Матч за 13—16 места | Матч за 13 место | Итоговое место |
| Состав | Группа D         | Место          | Матч за 9—16 места | Матч за 13—16 места | Матч за 13 место | Итоговое место |
| --- | ---------------- | -------------- | ------------------ | ------------------- | ---------------- | -------------- |
| Казем Аштари Хоссейн Джаббарзадеган Хоссейн Карандиш Фарханг Мохтади Хушанг Рафатджа Ферейдун Садеги Абольфазл Салаби Хоссейн Соруди Хоссейн Хашеми Зиаддин Шадеман Ферейдун Эсфендиари Асгар Эхсаси Тренер: Казем Рахбари | Франция П 30:62  | 4              | Канада П 25:81     | Венгрия В 2:0 WO    | Куба П 36:71     | 14             |
| Казем Аштари Хоссейн Джаббарзадеган Хоссейн Карандиш Фарханг Мохтади Хушанг Рафатджа Ферейдун Садеги Абольфазл Салаби Хоссейн Соруди Хоссейн Хашеми Зиаддин Шадеман Ферейдун Эсфендиари Асгар Эхсаси Тренер: Казем Рахбари | Ирландия В 49:22 | 4              | Канада П 25:81     | Венгрия В 2:0 WO    | Куба П 36:71     | 14             |
| Казем Аштари Хоссейн Джаббарзадеган Хоссейн Карандиш Фарханг Мохтади Хушанг Рафатджа Ферейдун Садеги Абольфазл Салаби Хоссейн Соруди Хоссейн Хашеми Зиаддин Шадеман Ферейдун Эсфендиари Асгар Эхсаси Тренер: Казем Рахбари | Мексика П 27:68  | 4              | Канада П 25:81     | Венгрия В 2:0 WO    | Куба П 36:71     | 14             |
| Казем Аштари Хоссейн Джаббарзадеган Хоссейн Карандиш Фарханг Мохтади Хушанг Рафатджа Ферейдун Садеги Абольфазл Салаби Хоссейн Соруди Хоссейн Хашеми Зиаддин Шадеман Ферейдун Эсфендиари Асгар Эхсаси Тренер: Казем Рахбари | Куба П 30:63     | 4              | Канада П 25:81     | Венгрия В 2:0 WO    | Куба П 36:71     | 14             |

### Бокс
Мужчины
| Категория   | Спортсмены            | Первый раунд             | Второй раунд            | 1/4 финала           | 1/2 финала           | Финал                | Итоговое место |
| Категория   | Спортсмены            | Соперник Результат       | Соперник Результат      | Соперник Результат   | Соперник Результат   | Соперник Результат   | Итоговое место |
| ----------- | --------------------- | ------------------------ | ----------------------- | -------------------- | -------------------- | -------------------- | -------------- |
| до 51 кг    | Гасем Расаэли         | А. Корман (NED) П PTS    | Завершил выступление    | Завершил выступление | Завершил выступление | Завершил выступление | 17             |
| до 54 кг    | Майк Агасси           | А. Висенте (ESP) П PTS   | Завершил выступление    | Завершил выступление | Завершил выступление | Завершил выступление | 17             |
| до 58 кг    | Джамшид Фани          | А. Савойе (CAN) П DSQ    | Завершил выступление    | Завершил выступление | Завершил выступление | Завершил выступление | 17             |
| до 62 кг    | Масуд Рахимиха        | М. Лопес (ARG) П PTS     | Завершил выступление    | Завершил выступление | Завершил выступление | Завершил выступление | 17             |
| до 67 кг    | Джордж Иссабег        | А. Д’Оттавио (ITA) П PTS | Завершил выступление    | Завершил выступление | Завершил выступление | Завершил выступление | 17             |
| до 73 кг    | Хоссейн Туси          | Т. Карлссон (SWE) В PTS  | М. Маккеон (IRL) П PTS  | Завершил выступление | Завершил выступление | Завершил выступление | 9              |
| до 80 кг    | Эскандар Шора         | Не участвовал            | Д. Ди Сеньи (ITA) П PTS | Завершил выступление | Завершил выступление | Завершил выступление | 9              |
| свыше 80 кг | Мохаммад Джамшидабади | Не участвовал            | Г. Нильссон (SWE) П DSQ | Завершил выступление | Завершил выступление | Завершил выступление | 9              |

### Борьба
Мужчины
Вольная борьба
| Категория   | Спортсмены        | Первый раунд          | Второй раунд         | Третий раунд           | Четвёртый раунд      | Пятый раунд          | Шестой раунд         | Седьмой раунд        | Восьмой раунд        | Место |
| Категория   | Спортсмены        | Соперник Результат    | Соперник Результат   | Соперник Результат     | Соперник Результат   | Соперник Результат   | Соперник Результат   | Соперник Результат   | Соперник Результат   | Место |
| ----------- | ----------------- | --------------------- | -------------------- | ---------------------- | -------------------- | -------------------- | -------------------- | -------------------- | -------------------- | ----- |
| до 52 кг    | Мансур Раиси      | USAБ. Джерниган П 0:3 | AUSБ. Харрис В Туше  | INDХ. Джадхав В Туше   | TURХ. Баламир П 0:3  | Завершил выступление | Не проводились       | Не проводились       | Не проводились       | 4     |
| до 62 кг    | Хассан Саадиан    | TURГ. Бильге П Туше   | USAХ. Мур В 2:1      | USAБ. Колл П Туше      | Завершил выступление | Завершил выступление | Завершил выступление | Завершил выступление | Не проводился        | 11    |
| до 67 кг    | Али Гаффари       | RSAТ. Райс П 0:3      | KORКим Сон Ён В Туше | HUNФ. Тот П 0:3        | Завершил выступление | Завершил выступление | Завершил выступление | Не проводились       | Не проводились       | 11    |
| до 73 кг    | Аббас Занди       | MEXЭ. Эстрада В Туше  | TURЯ. Догу П Туше    | FRAЖ.-Б. Леклерк П 0:3 | Завершил выступление | Завершил выступление | Завершил выступление | Завершил выступление | Не проводился        | 7     |
| до 79 кг    | Аббас Харири      | USAГ. Брэнд П 1:2     | Отказался от участия | Завершил выступление   | Завершил выступление | Завершил выступление | Не проводились       | Не проводились       | Не проводились       | 16    |
| до 87 кг    | Мансур Миргавами  | RSAП. Мортон П 0:3    | HUNЙ. Тараньи П 0:3  | Завершил выступление   | Завершил выступление | Завершил выступление | Завершил выступление | Завершил выступление | Завершил выступление | 12    |
| свыше 87 кг | Аболгасем Сахдари | Не участвовал         | USAД. Хаттон П 1:2   | SWEБ. Антонссон П Туше | Завершил выступление | Завершил выступление | Не проводились       | Не проводились       | Не проводились       | 5     |

### Стрельба
Мужчины
| Соревнование                      | Спортсмены         | Результат | Место |
| --------------------------------- | ------------------ | --------- | ----- |
| винтовка лёжа, 50 м               | Махмуд Сахайе      | 552       | 67    |
| винтовка лёжа, 50 м               | Фарханг Хосропанах | 545       | 69    |
| винтовка лёжа, 50 м               | Самах Моллазал     | 511       | 71    |
| винтовка из трёх положений, 300 м | Самах Моллазал     | 660       | 34    |
| винтовка из трёх положений, 300 м | Махмуд Сахайе      | 587       | 35    |
| винтовка из трёх положений, 300 м | Фарханг Хосропанах | 472       | 36    |

### Тяжёлая атлетика
Мужчины
| Категория  | Спортсмен        | Вес   | Жим   | Жим      | Жим   | Рывок | Рывок | Рывок | Толчок | Толчок | Толчок   | Всего | Место |
| Категория  | Спортсмен        | Вес   | 1     | 2        | 3     | 1     | 2     | 3     | 1      | 2      | 3        | Всего | Место |
| ---------- | ---------------- | ----- | ----- | -------- | ----- | ----- | ----- | ----- | ------ | ------ | -------- | ----- | ----- |
| до 56 кг   | Махмуд Намджу    | 55,75 | 82,5  | 82,5     | 85,0  | 82,5  | 87,5  | 87,5  | 112,5  | 117,5  | 122.5 OR | 287,5 | 5     |
| до 60 кг   | Джафар Салмаси   | 59,99 | 95,0  | 100,0 WR | 102,5 | 90,0  | 95,0  | 97,5  | 115,0  | 120,0  | 120,0    | 312,5 | 3     |
| до 67,5 кг | Асадоллах Махини | 66,21 | 85,0  | 90,0     | 90,0  | 92,5  | 97,5  | 97,5  | 117,5  | 122,5  | 125,0    | 295,0 | 19    |
| до 75 кг   | Нассер Миргавами | 74,31 | 102,5 | 102,5    | 90,0  | 102,5 | 95,0  | 100,0 | 120,0  | 125,0  | 130,0    | 327,5 | 13    |
| до 82,5 кг | Расул Раэйси     | 81,15 | 102,5 | 107,5    | 110,0 | 100,0 | 105,0 | 110,0 | 130,0  | 135,0  | 140,0    | 355,0 | 8     |